# Reazione di accoppiamento pinacolico

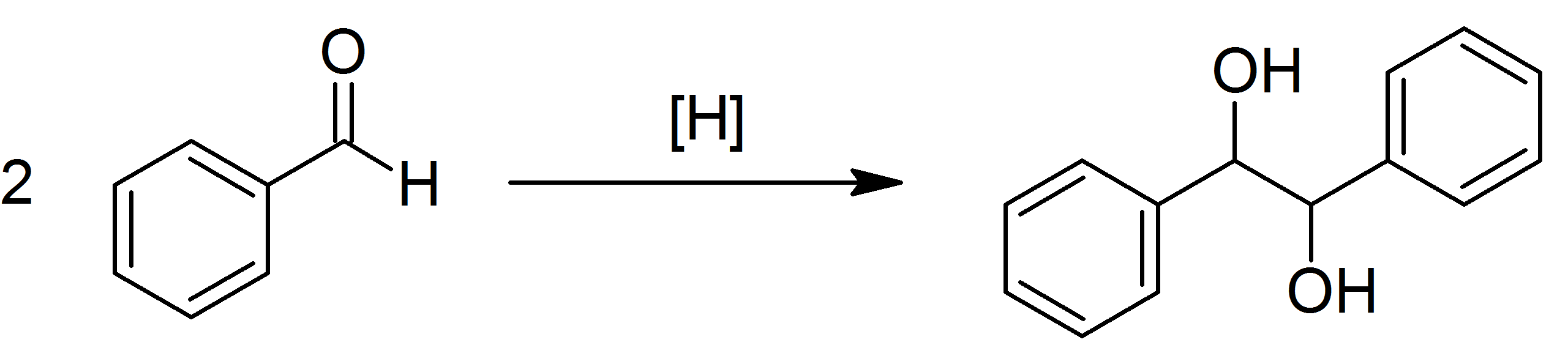
La reazione di accoppiamento pinacolica

Una reazione di accoppiamento pinacolico (pinacol coupling reaction) è una reazione di accoppiamento in cui un legame covalente carbonio-carbonio si forma tra i gruppi carbonilici di due molecole di aldeide o chetone in presenza di un donatore di elettroni. Il processo avviene attraverso la formazione di radicali liberi ed il prodotto è un diolo vicinale, ovvero un alcol con due gruppi ossidrilici legati ad atomi di carbonio adiacenti.
La reazione prende il nome dal pinacolo (noto anche come 2,3-dimetil-2,3-butandiolo o tetrametilen glicol), che è il prodotto di reazione quando si impiega acetone come reagente iniziale. Questo processo è un processo di accoppiamento che a volte è accompagnato da reazioni intramolecolari.
Questo tipo di reazione fu scoperto da Wilhelm Rudolph Fittig in 1859.

## Meccanismo di reazione
Il primo stadio consiste nella riduzione di un gruppo carbonilico da parte di un agente riducente quale il magnesio. Dato che abbiamo la formazione di radicali, la specie che otteniamo va sotto il nome di chetile, un anione. I due gruppi chetilici che si ottengono danno poi la reazione di accoppiamento effettiva producendo un diolo vicinale con entrambi i gruppi ossidrilici deprotonati. L'aggiunta di acqua o di un altro donatore di protoni fornisce infine il diolo.
Con il magnesio come donatore di elettroni, il prodotto di reazione iniziale è un composto ciclico a 5 membri con i due atomi di ossigeno coordinati dallo ione Mg2+. Questo complesso viene poi spezzato con l'aggiunta di acqua per dare l'idrossido di magnesio.
È bene ricordare che la reazione di accoppiamento può essere seguita da una trasposizione pinacolica.
Una reazione simile a questa, detta reazione di McMurry, usa cloruro di titanio (III) o cloruro di titanio (IV) in concomitanza con un agente riducente. Si forma un complesso metallo-diolo che viene poi deossigenato per dare un alchene.

## Altre informazioni
La benzaldeide può andare incontro alla reazione pinacolica per via fototermica o attraverso l'uso di un catalizzatore come il cloruro di vanadio (III) e alluminio metallico come riducente stechiometrico. Questa reazione eterogenea viene condotta in acqua a temperatura ambiente e porta a rese di circa il 72% dopo 3 giorni.

### Approfondimenti
- Roger Adams e E. W. Adams, Pinacol Hydrate, in Organic Syntheses, vol. 1, 1941,  pp. 459-460.